# سانت ای نگرالس

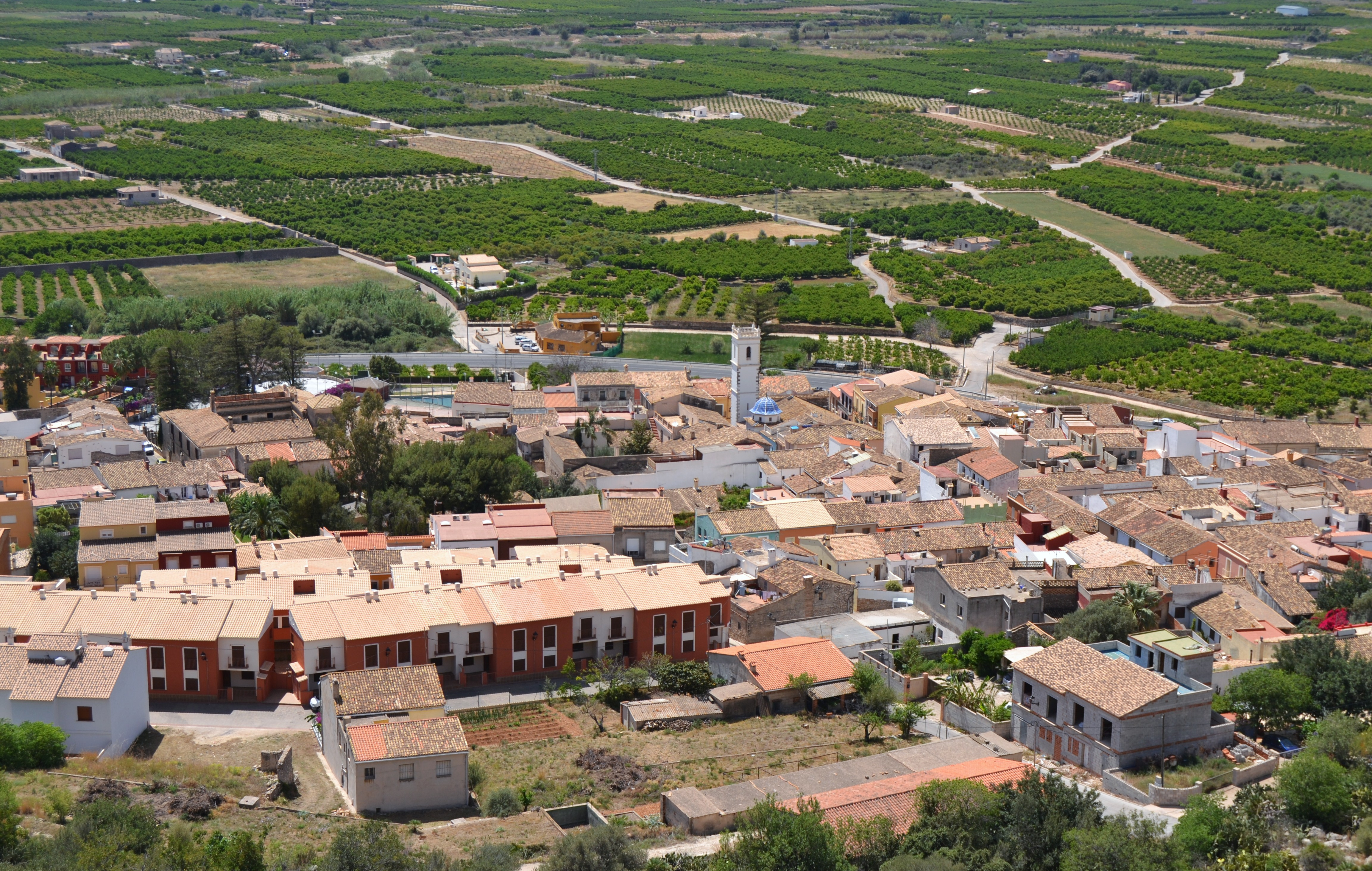
نمایی از دهستان سانت ای نگرالس در استان آلیکانتهٔ اسپانیا - ۲۰۱۴

سانت ای نگرالس دهستانی در استان آلیکانتهٔ اسپانیا است.
در این دهستان ۶۸۴ نفر زندگی می‌کنند. مساحت این دهستان ۳٫۹۴  کیلومتر مربع است.